# How to Make It in America
How to Make It in America är en amerikansk dramakomedi-TV-serie som ursprungligen sändes på HBO mellan den 14 februari 2010 och den 20 november 2011.

## Handling
Serien följer Ben Epstein (Bryan Greenberg) och hans vän Cam Calderon (Victor Rasuk) i deras försök att nå framgång på New Yorks modescen.